# Elis Bakaj
Elis Flamur Bakaj (Tirana, Albania, 25 de junio de 1987), más conocido como Elis Bakaj, es un exfutbolista de Albania que jugaba de centrocampista o delantero.

## Clubes
| Club                     | País        | Año       |
| ------------------------ | ----------- | --------- |
| F. K. Partizani          | Albania     | 2003-2008 |
| K. S. Dinamo Tirana      | Albania     | 2009-2010 |
| F. C. Dinamo de Bucarest | Rumania     | 2011-2012 |
| F. C. Chornomorets Odesa | Ucrania     | 2012-2014 |
| K. F. Tirana             | Albania     | 2014-2015 |
| Hapoel Ra'anana A. F. C. | Israel      | 2015      |
| K. F. Tirana             | Albania     | 2015-2016 |
| R. N. K. Split           | Croacia     | 2016      |
| Vllaznia Shkodër         | Albania     | 2017      |
| F. K. Kukësi             | Albania     | 2017-2018 |
| Shakhtyor Soligorsk      | Bielorrusia | 2018-2019 |
| F. C. Dinamo Brest       | Bielorrusia | 2020      |
| F. C. Ruj Brest          | Bielorrusia | 2021      |

## Palmarés

### Títulos nacionales
| Título                   | Club                | País        | Año  |
| ------------------------ | ------------------- | ----------- | ---- |
| Copa de Albania          | F. K. Partizani     | Albania     | 2004 |
| Supercopa de Albania     | F. K. Partizani     | Albania     | 2004 |
| Superliga de Albania     | K. S. Dinamo Tirana | Albania     | 2010 |
| Copa de Bielorrusia      | Shakhtyor Soligorsk | Bielorrusia | 2019 |
| Supercopa de Bielorrusia | F. C. Dinamo Brest  | Bielorrusia | 2020 |